# Танигути, Сёго
Сёго Танигути (яп. 谷口 彰悟, род. 15 июля 1991, Кумамото) — японский футболист, полузащитник клуба «Сент-Трюйден» и сборной Японии.

## Клубная карьера
Начал свою профессиональную карьеру в клубе «Кавасаки Фронтале» в 2014 году.

## Карьера в сборной
В 2015 году сыграл за национальную сборную Японии два матча. Также участвовал в Кубке Восточной Азии 2015.
Был включён в состав сборной на чемпионат мира 2022 в Катаре.
Был включён в состав сборной на Кубок Азии 2023 в Катаре.

### Статистика игр за сборную
| 2015  | 2  | 0 |
| 2017  | 1  | 0 |
| 2021  | 2  | 0 |
| 2022  | 11 | 0 |
| 2023  | 8  | 1 |
| Итого | 24 | 1 |